# 新義真言宗
新義真言宗（しんぎしんごんしゅう）は、空海（弘法大師）を始祖とする真言宗の宗派の一つで、真言宗中興の祖覚鑁（興教大師）の教学を元に覚鑁派の僧正頼瑜に連なる。高野山内で新たな教義を打ち立てたため「新義」と呼ばれた。

## 概要
広義では、根来寺を本山とする新義真言宗、智積院を本山とする真言宗智山派、長谷寺を本山とする真言宗豊山派、室生寺を本山とする真言宗室生寺派などを含むが、狭義では真言宗十八本山の一つで、根来寺を総本山とする『新義真言宗』を指す。
従来の真言宗（いわゆる古義真言宗）では本地身説法（真言宗最高仏である大日如来が自ら説法するとする説）を説くのに対して、新義真言宗では加持身説法（大日如来が説法のため加持身となって教えを説くとする説）を説くことが教義上の違いである。

## 歴史
平安時代、僧侶の堕落停滞による真言宗没落の危機が発生し、高野山金剛峯寺の高僧だった覚鑁が宗派建て直しの緊急策を敢行。しかし現状維持を望む保守派（本寺方・金剛峯寺方）と覚鑁派（大伝法院方）による決定的な対立が発生。その結果、覚鑁派は高野山を去り、大伝法院の荘園であった岩手荘の豊福寺に拠点を移す。根来での覚鑁の活動がここにはじまる。
1143年（康治2年）の覚鑁入寂後、覚鑁派は再び大伝法院を高野山に戻したが確執は収拾せず、145年後の1288年（正応元年）、同派の実質的指導者であった頼瑜は門弟を連れて根来山に戻ると共に覚鑁の教義を発展させ、それまでの教義と一線を画した「新義」を打ち立て新義真言宗が確立する。
中世後期の戦国時代に入り、根来寺は規模が拡大し僧兵集団「根来衆」による武力強化が著しく、不穏分子と判断した豊臣秀吉は1585年（天正13年）春、遂に大軍で根来山を攻撃、寺は多宝塔、大師堂以外は完全に破壊され多くの僧侶は処刑された。寺宝はおろか、かつて「教学の山・根来」とまで称された多くの新義文献も灰燼に帰し、新義真言宗は事実上壊滅状態となった。しかし混乱の中、一部の僧侶は奈良の長谷寺や高野山に避難し難を逃れた。関ヶ原の戦いのあと、高野山に逃れた一派は徳川家康から豊臣秀吉ゆかりの寺を与えられ、京都東山に智積院を再興することになる。結果、豊臣秀吉の宗教政策は総本山根来寺を智山派・豊山派に二分し、勢力を分散させ一大宗教都市根来を衰退させることとなった。江戸時代には復興が許されたものの分散させられた僧侶は根来に戻ることは少なかった。
江戸時代前期、豊臣政権の清算の観点から、徳川家の恩赦を受けて新義真言宗は復興を果たし、根来寺の再興と共に覚鑁は東山天皇より「興教大師」の称号を追贈された。時の将軍徳川綱吉と大きく関わった隆光は長谷寺で修行している。
江戸後期は法住 - 法恕 - 興雅 - 栄性 - 信海 - 真雄 - 児玉浄雄と続き、明治維新後、根来寺に座主称号が復活する。中興第一世座主は豊山派能化、守野秀善が就いたが、これまでの座主は醍醐寺または仁和寺の門跡が就任することが多く、そうした外部の座主とは別に根来寺では学頭を立てるのが慣例であった。
明治政府の宗教政策により、他の真言宗宗派と1879年（明治12年）に合同する。1886年（明治19年）には根来寺を新義派の根本道場として選定した。
1900年（明治33年）9月、新義真言宗智山派（智積院）・新義真言宗豊山派（長谷寺）が真言宗より独立し、新義真言宗智山派及び新義真言宗豊山派の能化が3年交代により大伝法院座主を勤めることとなった。智豊交互に勤める風習は、戦国時代、玄誉 - 日秀 - 頼玄 - 玄宥 - 専誉あたりから見られるものである。第二次大戦後、1953年（昭和28年）、宗教法人法の改正により根来寺を総本山とする新義真言宗が創設されるにいたり現在に至っている。

## 寺格（順不同）
- 総本山 　一乗山大伝法院　根来寺（和歌山県岩出市根来）
- 大本山 　密厳山誕生院（佐賀県鹿島市大字納富分）

※覚鑁生誕地の跡に、1405年（応永12年）に沙門定成により建立されたが、1558年（永禄元年）に戦乱で廃絶、佐賀鹿島藩最後の藩主鍋島直彬が晩年発願し、1913年（大正2年）に再興された。
- 別院 　如意珠山龍厳寺一乗院（鹿児島県南さつま市）

※廃仏毀釈により廃絶、現在一乗院跡として鹿児島県の史跡に指定されている。坊津には現在龍巌寺があるがかつての一乗院を復興しようという地域の思いと、当時念仏の布教が坊津に広まっていたことにより1876年（明治9年）に一向宗（浄土真宗）として再建された。
- 一般寺院

## 根来寺大伝法院座主歴代
1. 覚鑁
2. 真誉
3. 行恵
4. 信鑁
5. 実禅
6. 禅信
7. 覚尋
8. 定尋
9. 行位
10. 定尋
11. 道厳
12. 覚瑜
13. 定豪
14. 覚瑜
15. 寂尊
16. 定豪
17. 定観
18. 行遍
19. 教禅
20. 禅助
21. 謙助

（明治以降）
1. 守野秀善(豊)
2. 松平実因(智)
3. 楞厳院秀盛(豊)
4. 金剛宥性(智)
5. 高志大了(豊)
6. 佐伯隆基(智)
7. 上野相憲(豊)
8. 三神快運(智)
9. 慶雲海量(豊)
10. 瑜伽教如(智)
11. 慶雲海量(豊)
12. 瑜伽教如(智)
13. 正城全鏡(豊)
14. 伊藤宗盛(智)
15. 岩堀智道(豊)
16. 伊藤宗盛(智)
17. 早川快亮(豊)
18. 大江存良(智)
19. 広瀬賢信(豊)
20. 武藤範秀(智)
21. 滝　承天(智)
22. 加藤精神(豊)
23. 青木栄豊(智)
24. 旭　純栄(智)
25. 加藤精神(豊)
26. 湯沢龍岳(豊)
27. 旭　純栄(智)
28. 富田斅純(豊)
29. 斎藤隆現(智)
30. 関　澄道(豊)
31. 川崎辨龍(智)
32. 荒谷実乗(智)
33. 中島栄知(智)
34. 中村教信
35. 廣澤栄孝
36. 関 尚道
37. 加藤太信
38. 関 尚道
39. 廣澤純孝
40. 星慶岳
41. 稲葉信隆
42. 別府精宏
43. 赤塚明信
44. 関根眞教
45. 中村元信

- (豊)：豊山派
- (智)：智山派
- 中興34代以降は、新義真言宗

## 教育機関
- 新義専門学院